# Chénéville
 (février 2025).
Chénéville est une municipalité du Québec (Canada) située dans la municipalité régionale de comté de Papineau. Elle devient une municipalité à part entière en 1903. Elle est située non loin de Papineauville.

## Toponymie
La ville de Chénéville est nommée en l'honneur d'Hercule Chéné. La municipalité dit à son propos qu'il « fit aussi sa marque en tant que marchand, agent des terres de la couronne, marguillier et maire ». Hercule Chéné détient le premier bureau de poste à Hartwell et, en 1864, il devient le maire Cantons-Unis de Ripon et de Hartwell de 1866 à 1867, et sera également maire de d'Hartwell et Suffolk en 1870 et 1871. 
Issus du même canton de Hartwell, en 1880, la municipalité de Vinoy et municipalité du village de Chénéville ne feront plus qu’un et deviendront la municipalité de Chénéville à la suite d'une requête de 55 citoyens présentée au lieutenant-gouverneur. La Commission de toponymie souligne que « c'est en 1903 qu'elle a reçu cette dénomination en se séparant de la municipalité des cantons unis de Hartwell-et-Preston pour former la municipalité du village de Chénéville ».  Elle se situe à 30 km de Montebello (Québec), celle-ci s'étend entre Lac-Simon (Papineau), à l'ouest, puis Namur et Saint-Émile-de-Suffolk, à l'est. L'ancienne municipalité du village de Chénéville avait été érigée pour la première fois en 1880 comme municipalité de la partie sud-est du canton de Hartwell et était connue, vers 1885, sous le nom de Hartwell également porté par le bureau de poste de 1876 à 1884, alors qu'il prit celui de Chénéville.

## Histoire
À l'origine dans le comté de Papineau, Chénéville est incluse dans la municipalité régionale de comté de Papineau en 1983.
- 1903 : La municipalité du village de Chénéville est constituée à la suite de son détachement de la municipalité des cantons unis d'Hartwell-et-Preston.
- 1920 : La municipalité de canton de Suffolk-Partie-Ouest se détache de la municipalité des cantons unis de Suffolk-et-Addington.
- 1923 : Suffolk-Partie-Ouest change son nom pour municipalité de Vinoy.
- 1996 : Fusion entre Chénéville et Vinoy pour former la municipalité de Chénéville.
- 2007 : La Municipalité de Lac-Simon et de Chénéville veulent se fusionner pour former une nouvelle Ville de 1705 habitants. Mais le projet fut refusé par la population du Lac-Simon. Malgré un rapport plus que favorable du ministère des affaires municipales du Québec. Des rencontres organisées par l'association des propriétaires du Lac-Simon firent avorter le projet créant des insécurités quant au péril de l'écologie et de l'environnement faisant suite à une fusion avec le village de Chénéville[6].

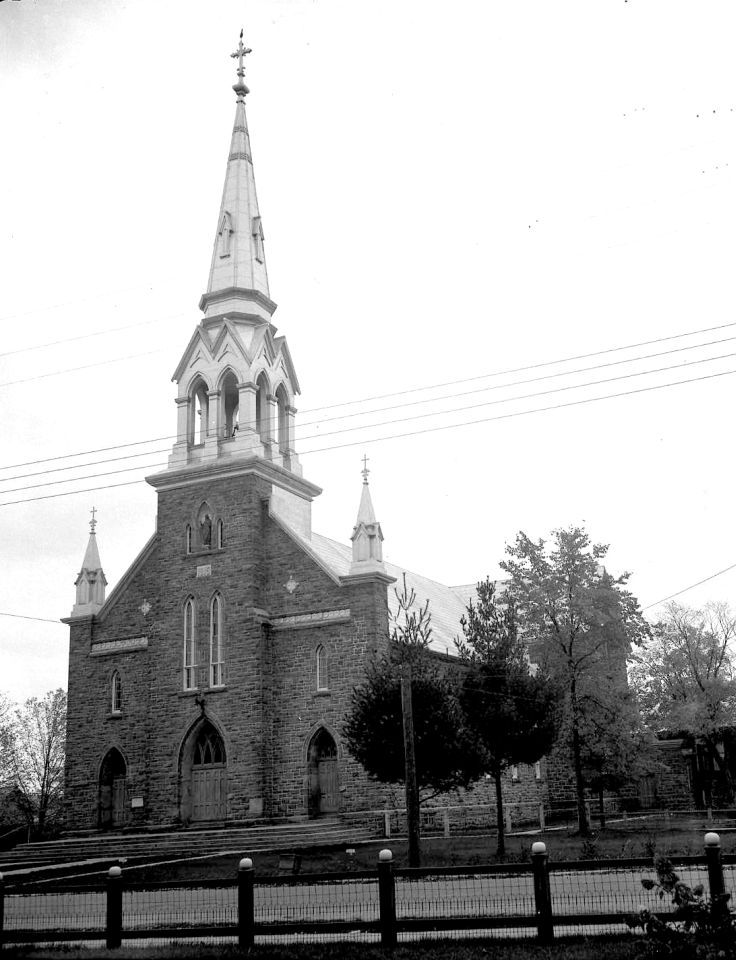
L'église Saint-Félix-de-Valois, Chénéville

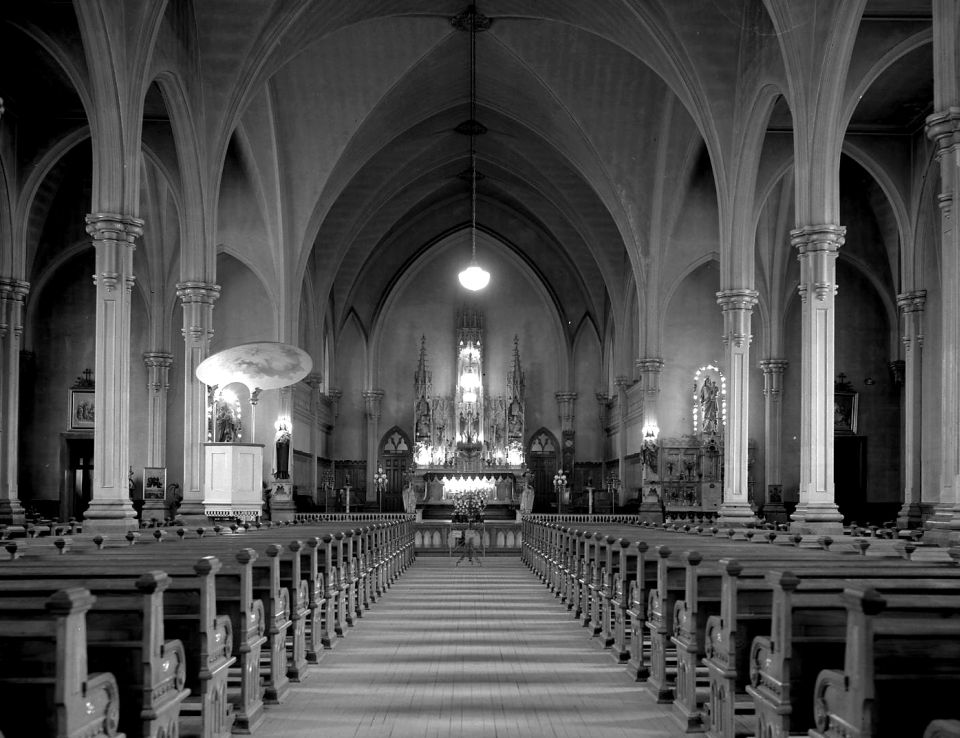
Intérieur de l'Église Saint-Félix-de-Valois.

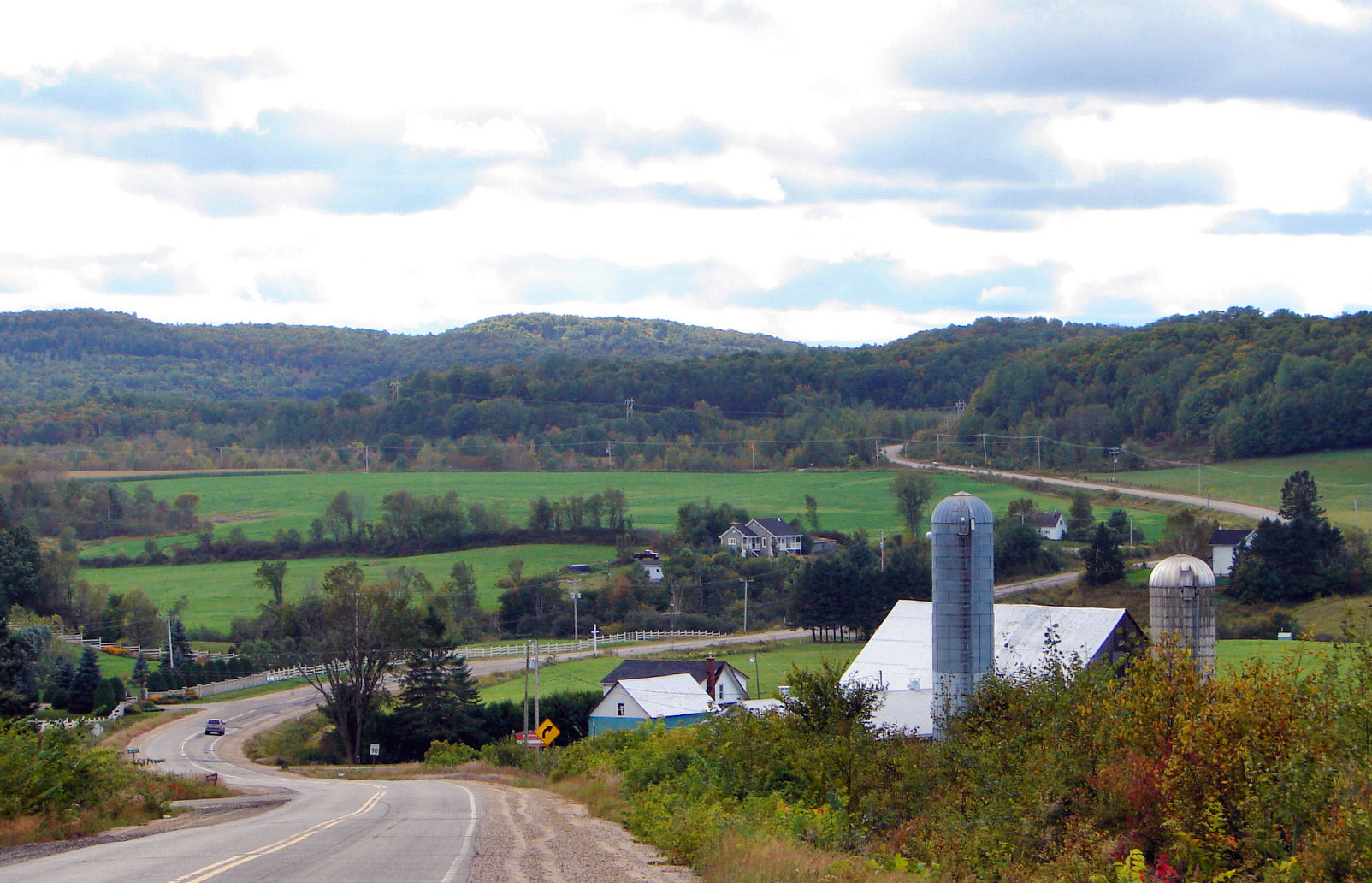
Route 315 à Chénéville.

Le nom de Chénéville apparaît pour la première fois en 1884 pour désigner le bureau de poste du village d'Hartwell. Régulièrement appelé comme tel par les habitants de Chénéville, ils décident d'adopter le nom une fois pour toutes. L'acte de constitution érigeant la municipalité est signé le 22 janvier 1903. Hercule Chéné est élu conseiller. Il a soixante-huit ans. En tout, six conseillers sont élus. Le septième arrivera plus tard. La première assemblée municipale a lieu le 2 mars 1903.

« Le 25 août 1902 une requête est acheminée au Conseil municipal du Comté représentant plus des deux tiers des habitants du village. Ils demandent simplement au Lieutenant-Gouverneur que le territoire désigné soit érigé en une municipalité sous le nom de Village de Chénéville. Cette requête aura pour conséquence le démembrement de la municipalité de Cantons-Unis d'Hartwell et Preston. Le maire Henri Lefebvre sera le premier signataire, suivi d'Hercule Chéné ». 

« Contrairement à l'affirmation de certains auteurs, cette famille n'était pas apparentée avec des Patriotes de Saint-Eustache répondant au nom de Chénier. Le canton de Suffolk, dont l'appellation est tirée de celle d'un lieu d'Angleterre, a fait l'objet d'une proclamation en 1874 et une partie de sa superficie était érigée, en 1920, en municipalité de canton sous le nom de Suffolk-Partie-Ouest. En 1923, cette appellation cédait la place à celle de Vinoy, qui identifiait déjà le bureau de poste depuis 1871. Orthographié Vinoit, sur un document cartographique de 1919, ce nom, dont on a tiré le gentilé Vinoyen. Vinoy a signé la capitulation de 1871. Les journaux Chénévillois ont largement fait état des événements qui ont entouré la Commune, le choix du patronyme de ce militaire paraît très plausible ». 

## Lieux historique et patrimoine
Le 29 mai 1901, les paroissiens décident de confier l'école du village à des religieuses. Le curé Adrien-Casimir Guillaume entreprend à ses frais le couvent qui va abriter les Filles de la Sagesse. En 1957, une paroisse est construite pour relier la nouvelle école au couvant de Chénéville.

« Par un heureux événement, la cloche de l'ancien couvent a été ramenée de Buckingham après un séjour de plus de trente-cinq ans dans le garage d'un entrepreneur. Elle a été placée dans le hall d'entrée du Centre communautaire pendant deux ans. À la suite d'une mésaventure, on l'a rangée dans un placard. Personne ne la voyait. En 1999 la Corporation de développement économique de Chénéville propose au conseil municipal de rétablir la cloche sur la place publique en y érigeant un monument à l'intersection des rues Youville et Hôtel-de-Ville. »

« C'est une œuvre de Vincent Théberge, elle a été créée en mémoire des habitants qui y vivent. Elle est exposée au public avec une plaque qui a été dévoilée le 25 juin 2000. La fontaine évoque les tuyaux de l'orgue Casavant acheté en 1894. La fabrique en possède toujours ».

## Géographie
Chénéville est traversée par la route 315 et la route 321. La route 321 (R-321) est une route régionale québécoise située sur la rive nord du fleuve Saint-Laurent. Elle dessert les régions administratives de l'Outaouais et des Laurentides. La route 315 (R-315) est une route régionale québécoise située sur la rive nord du fleuve Saint-Laurent. Elle dessert la région administrative de l'Outaouais.
Elle dispose de grands espaces naturels et de montagnes où se pratiquent les sports de glisse, la randonnée et l'observation du paysage. « Chénéville est un centre de services, où les produits des artisans sont mis en valeur : produits alimentaires, meubles, objets d’art, boutiques, galerie ». On trouve également des hébergement, restaurants, centre de mieux-être et d'autres commerces.

### Hydrographie
Quatre lacs officiels sont situés dans Chénéville. Il y a le lac Dumouchel, lac Georges, lac Lafontaine et le lac Noël. Le plus grand d'entre eux est le lac Dumouchel, tandis que le plus petit est le lac Noël, d’une longueur d'environ 150 mètres.
À Chénéville les seules chutes présentes sont les chutes Lockbow(d) qui se déversent dans une petite baie sans nom de la rivière de la Petite Nation qui délimite le sud-ouest de la municipalité en coulant vers le sud.
Deux ruisseaux officiels sont situés à Chénéville. Il y a le ruisseau Saint-Jacques(d) et le ruisseau du Village(d).

## Lieux construits
Sept ponts officiellement nommés sont situés à Chénéville. Ceux-ci sont le pont Boivin, le pont Dinel, le pont Lalande, le pont Lamothe, le pont Leduc, le pont Major et le pont Sabourin.

## Démographie
| 1991 | 1996 | 2001 | 2006 | 2011 | 2016 | 2021 |
| ---- | ---- | ---- | ---- | ---- | ---- | ---- |
| 635  | 646  | 738  | 784  | 792  | 764  | 848  |

Le recensement de 2011 y dénombre 792, soit 1 % de plus qu'en 2006.

## Administration
Les élections municipales se font en bloc pour le maire et les six conseillers.
| Chénéville Maires depuis 2001                                                                                        |                       |         |          |
| Élection | Maire                 | Qualité | Résultat |
| 2005 | Joseph E. Filion      |         | Voir     |
| 2009 | Gilles Tremblay       |         | Voir     |
| 2013 | Gilles Tremblay       | Voir    |          |
| 2017 | Gilles Tremblay       | Voir    |          |
| 2021 | Maxime Proulx-Cadieux |         | Voir     |
| Élection partielle en italique Depuis 2005, les élections sont simultanées dans toutes les municipalités québécoises |                       |         |          |

## Éducation
La Commission scolaire Sir Wilfrid Laurier administre les écoles anglophones qui servirent des parties de l'est de la ville :
- École secondaire Laurentian Regional (en) à Lachute[27]